# Hans von Sodenstern
Hans von Sodenstern (* 1881; † 1934) war ein deutscher Offizier und völkischer Schriftsteller.

## Leben

### Karriere
Sodenstern schlug anfangs eine Karriere als Berufsoffizier in der preußischen Armee ein und diente als Kompaniechef im Großherzoglich Mecklenburgischen Füsilier-Regiment „Kaiser Wilhelm“ Nr. 90. Nach Kämpfen im Ersten Weltkrieg schied er als Major aus der Armee aus. In der Weimarer Republik wirkte er von 1921 bis 1927 als außenpolitischer Redakteur der „Deutschen Zeitung“. Auch war er Vorstandsmitglied des „Nationalverbandes Deutscher Offiziere“ und Leiter der Zeitschrift „Deutsche Treue“. 1928 wurde ein Strafverfahren wegen Beleidigung der republikanischen Staatsform gegen ihn eröffnet. Sodenstern betätigte sich auch im Wiking-Bund und war unter anderem Bezirksleiter für Brandenburg und für Berlin.
Er klagte auch den Hochmeister des Jungdeutschen Ordens, Artur Mahraun, und den Redakteur der Zeitung Der Jungdeutsche, Kurt Pastenaci in Berlin, wegen Beleidigung an. Mahraun klagte ihn später auch wegen Beleidigung an.
Er galt neben Reinhold Wulle als einer der bekanntesten völkischen Schriftsteller der frühen 1920er.

## Schriften
- Die Mecklenburger im Kampf in Belgien und Nordfrankreich. Voss, 1915
- Kriegsgeschichte des Großherzoglich-Mecklenburgischen Füsilier-Regiments Nr. 90 Kaiser Wilhelm: 1914 - 1918. Kommission Rostock, 1923/24
- Kaiser-Jahrbuch 1931. 1930
- Der Marsch auf Berlin: ein Buch vom Wehrwillen deutscher Jugend. Voegels, 1932 (mit Fritz Carl Roegels, Curt Hotzel und Hans Henning von Grote)